# Лос-Монтесінос
Лос-Монтесінос (ісп. Los Montesinos) — муніципалітет в Іспанії, у складі автономної спільноти Валенсія, у провінції Аліканте. Населення — 5147 осіб (2010).

## Географія
Муніципалітет розташований на відстані близько 370 км на південний схід від Мадрида, 41 км на південний захід від Аліканте.

## Демографія
Динаміка населення (INE ):

## Галерея зображень

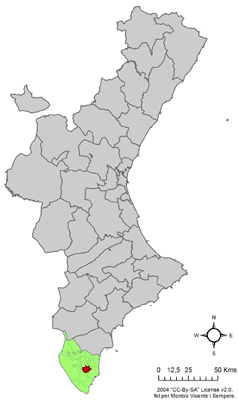
Розташування муніципалітету Лос-Монтесінос у автономній спільноті Валенсія
Розташування муніципалітету Лос-Монтесінос у комарці Вега-Баха-дель-Сегура
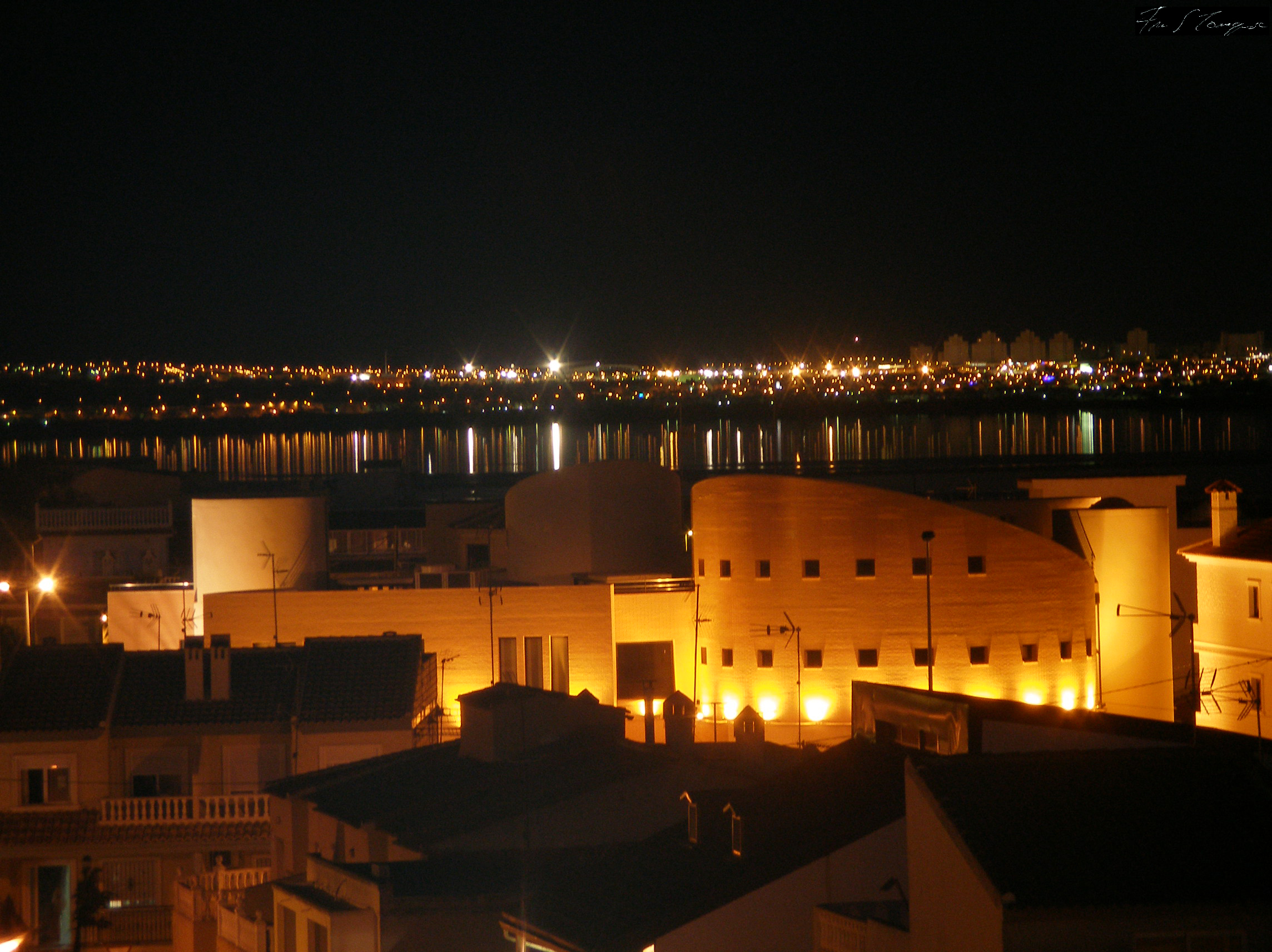
Муніципальна рада